# Megalagrion paludicola
Megalagrion paludicola är en trollsländeart som beskrevs av Maciolek och Francis Gard Howarth 1979. Megalagrion paludicola ingår i släktet Megalagrion och familjen dammflicksländor. IUCN kategoriserar arten globalt som nära hotad. Inga underarter finns listade i Catalogue of Life.